# Ben McKendry
Ben Millar McKendry (* 25. März 1993 in Vancouver) ist ein kanadischer Fußballspieler auf der Position des Mittelfeldspielers.

## Karriere

### Jugend und Amateurfußball
McKendry spielte in seiner Jugend für die Vancouver Selects und wechselte später in die Jugendmannschaft der Vancouver Whitecaps. Danach spielte er für das Collegeteam der University of New Mexico. Dort erzielte McKendry in 60 Spielen 14 Tore und bereitete fünf weitere vor.
Zur gleichen Zeit spielte er außerdem in der USL Premier Development League für die U-23 der Vancouver Whitecaps.

### Vereinskarriere
Am 26. Januar 2015 unterzeichnete McKendry einen Profivertrag nach der Homegrown Player Rule bei den Vancouver Whitecaps. Kurz darauf wurde er an die U-23 ausgeliehen, bei denen er dann auch sein Pflichtspieldebüt am 29. März bei der 0:4-Niederlage gegen die zweite Mannschaft des Seattle Sounders FC absolvierte.

### Nationalmannschaft
McKendry war Teil des Kaders für die CONCACAF U-20-Meisterschaft 2013.